# Echis carinatus
Echis carinatus este o specie de șerpi din genul Echis, familia Viperidae, descrisă de Schneider 1801.

## Subspecii
Această specie cuprinde următoarele subspecii:
- E. c. astolae
- E. c. carinatus
- E. c. sinhaleyus
- E. c. sochureki
- E. c. multisquamatus